# Kitów
Kitów (prononciation [ˈkituf]) est un village de la gmina de Sułów, du powiat de Zamość, dans la voïvodie de Lublin, situé dans l'est de la Pologne.
Il se situe à environ 4 kilomètres au nord de Sułów (siège de la gmina), 25 kilomètres à l'ouest de Zamość (siège du powiat) et 56 kilomètres au sud-est de Lublin (capitale de la voïvodie).

## Histoire
Le 11 décembre 1942, au moins 164 habitants, dont de nombreuses femmes et enfants, sont tués lors d'une exécution de masse ((en) massacre de Kitów) perpétrée par l'Ordnungspolizei et la Schutzstaffel.

## Administration
De 1975 à 1998, le village est attaché administrativement à l'ancienne voïvodie de Zamość.

Depuis 1999, il fait partie de la nouvelle voïvodie de Lublin.